# Jan Svídnický z Chotěmic
Jan Svídnický z Chotěmic a na Fürstenštejně (též Janko z Chotěmic, německy Johann von Chotiemitz, genannt von Fürstenberg; latinsky Janco de Chotiemicz, okolo 1370 asi Chotěmice – po roce 1442) byl český šlechtic, diplomat a zemský hejtman dlouhodobě žijící a působící ve Slezsku, stoupenec králů Václava IV. a Zikmunda Lucemburského. V letech 1407 až 1412 byl zemským hejtmanem českého dědičného knížectví Svídnicko-javorského, v letech 1408 až 1413 potom správcem českého dědičného Vratislavského knížectví.

## Život

### Mládí
Pocházel z rodiny vladyků doložené v jihočeských Chotěmicích od roku 1381. Na zdejší rodové tvrzi se pravděpodobně také narodil. Přestože rodina byla chudá, Jan dosáhl vysokého společenského postavení díky přízni českého krále Václava IV. V roce 1392 se oženil s Markétou, dcerou bohatého šlechtice Hanuše z Probisthainu (Gmina Pielgrzymka) ze Slezska. Společeně pravděpodobně zplodili syna Jiřího a dceru, která se před rokem 1430 ve slezském Schwarzwaldau (Czarny Bór) provdala za Heřmana mladšího z Certysu.

### Mocenský vzestup
Nejpozději v roce 1395 byl Jan králem Václavem jmenován podkapitánem dědičného knížectví Svídnicko-javorského. V roce 1400 získal hrad Fürstenstein (Książ) a přilehlé panství, tedy město Freiberg (Świebodzice) s některými přilehlými vesnicemi, za 4 000 kopů pražských grošů, které jistě pocházely z věna jeho manželky. Poté, co byl v roce 1407 jmenován hejtmanem Svídnicko-javorského knížectví, jakožto nástupce Beneše z Choustníka († 1410), a krátce nato jmenován královským radním, usadil se nastálo na hradě Fürstenstein. V roce 1412 založil ve Freibergu špitál pro nemocné. Protože Jan králi Václavovi několikrát půjčil peníze, dal mu král v roce 1412 do zástavy město Bolkenhain (Bolków). Naposledy je jako svídnický hejtman zmiňován v roce 1412. Roku 1413 se pak vzdal svého postavení hejtmana dědičného knížectví Vratislav výměnou za značnou sumu peněz.

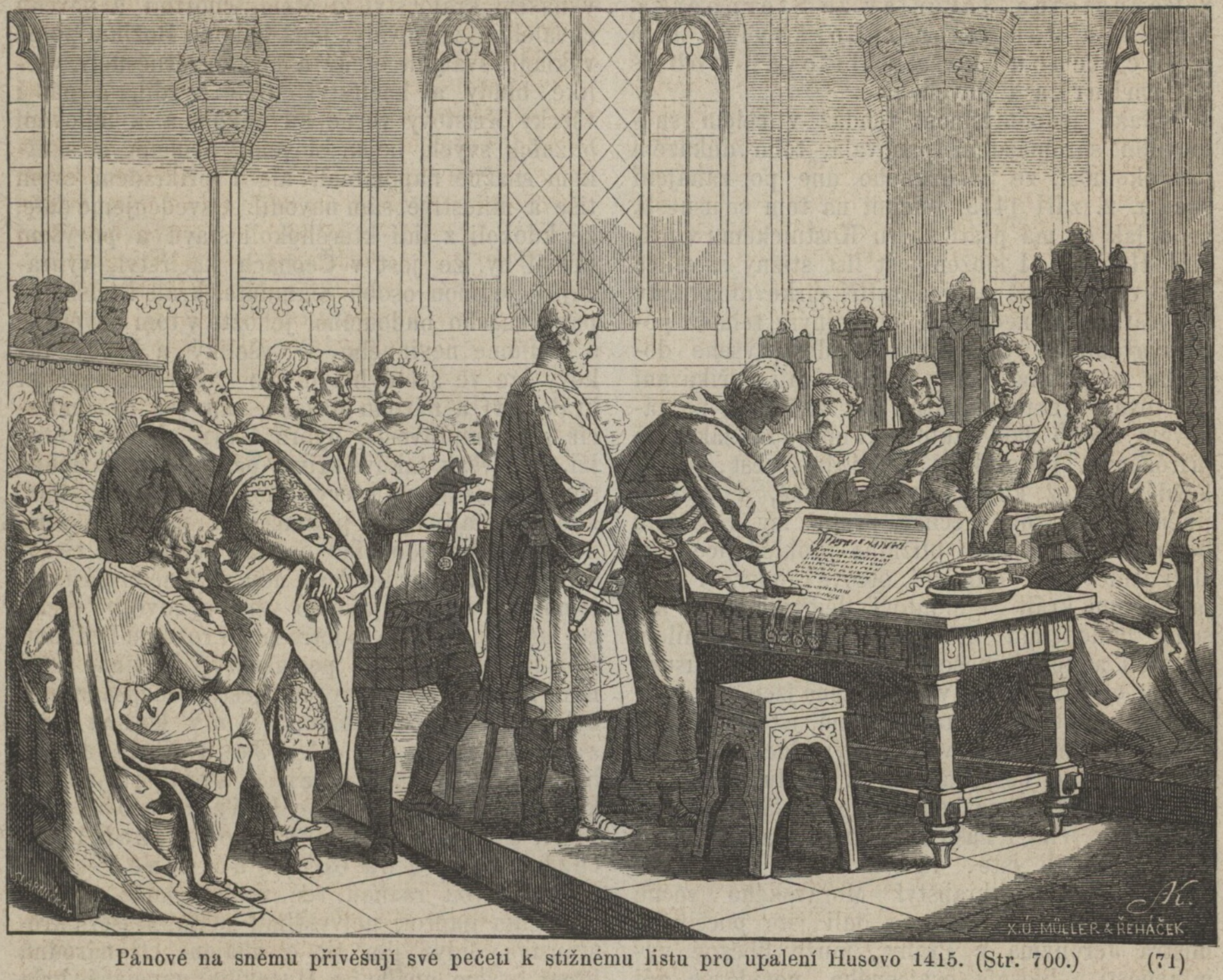
Pánové na sněmu přivěšují své pečeti k stížnému listu pro upálení Husovo 1415 (Česko-moravská kronika, 1868)

Poté se začal věnovat nabývání majetku ve své české vlasti. Již v roce 1413 získal od Konráda z Vechty biskupské panství Dřevčice u Brandýsa nad Labem a o dva roky později biskupské panství Pelhřimov a Červená Řečice, posléze získal do vlastnictví také města Vlašim a Načeradec, stejně jako několik domů v Praze. Díky tomu se stal jedním z nejbohatších českých šlechticů období před husitskými válkami.
Přestože podepsal protestní stížný list české šlechty proti upálení Jana Husa na kostnickém koncilu ze září 1415, nadále zůstával věrným katolíkem. V roce 1417 mu král Václav převedl část ročních královských příjmů ze Svídnice na splacení jeho půjčky. Ve stejném roce bratr krále Václava, určený následník trůnu Zikmund, jakožto král Svaté říše římské potvrdil v Kostnici výsady udělené Václavem v Čechách a v dědičném knížectví Svídnicko-javorském.

### Husitské války
Jak ukazuje několik historických registrů, po smrti krále Václava v roce 1419 sloužil Jan jako aktivní radní v diplomatických službách jeho bratra a nástupce Zikmunda. Se svou bojovou družinou je zaznamenán během prvního většího střetnutí s husity v bitvě u Živohoště v listopadu 1419. V listině vydané v Čáslavi 25. listopadu 1420, v níž Zikmund vyzývá obyvatele Vratislavi a Slezské Středy k boji proti husitům, jmenuje svým zdejším zástupcem právě „Janka z Chotiemitz, zvaného z Fürstensteinu“.
Po obléhání a dobytí východočeské Chotěboře tábority na konci roku 1420 se Jan 28. srpna 1421 zúčastnil obléhání husity ovládané Chrudimi, které vedl hlohovský vévoda Jindřich X. Rumpold, za účasti vůdců katolické strany ve východních Čechách, včetně Jana Městeckého z Opočna a Půty III. z Častolovic. Protože se necítil povolán k vojenské službě, následně Čechy opustil a po zbytek husitských válek pobýval převážně ve Slezsku. Nemálo jeho jihočeských statků následně ovládli husité, operující z nově vzniknuvšího města Tábor.
V roce 1422 uzavřel Jan, jako jeden ze tří královských zástupců, smlouvu s Řádem německých rytířů. Na konci roku jako královský zástupce jednal s radami Vratislavi, Namslavi a dalších slezských měst o vojenské pomoci a podpoře v boji proti husitům. Dokument vydaný v Ofenu (Budapešť) 10. srpna 1425 dokládá, že mu král Zikmund zastavil kancelář Vratislavského knížectví za 1300 uherských florinů. O týden později mu povolil kancelář znovu zastavit za stejných podmínek. Krátce nato ji předal vratislavskému měšťanovi Michaelu Banckovi. Jelikož Jan měl evidentně zájem o další majetky ve Svídnickém knížectví, kde se také nacházely rodinné statky jeho manželky, převedl v roce 1429 král Zikmund v jeho prospěch silniční clo na území Svídnice. Od roku 1430 vlastnil hrad a panství Fürstenstein společně se svým zetěm Heřmanem mladším z Certysu. V roce 1434 získal pro sebe a své dědice titul svídnických rychtářů, tato funkce však o rok později přešla opět pod kompetence města Svídnice. Na oplátku pravděpodobně pak získal lukrativní knížecí kancelář Svídnicko-javorského knížectví. 

### Pozdní léta
Po skončení husitských válek Jan uplatnil nárok na české majetky, které ztratil ve prospěch táboritů, a již v roce 1436 byl zaznamenán jako jejich právoplatný vlastník. Dne 9. listopadu 1437 zastavil král Zikmund Janovi svídnickou Královskou mincovnu, která dříve patřila městu, za 1600 kopů pražských grošů. Jako náhradu pak Jan převedl králi neproduktivní pozemky v hodnotě 1000 kop pražských grošů a zbývající částku uhradil v hotovosti.
Není známo, kdy a kde Jan z Chotěmic zemřel. Naposledy je zmiňován roku 1442, kdy odprodal část Vlašimi Mikuláši I. Trčkovi z Lípy. 